# Marie-Christine Marghem
Pour les articles homonymes, voir Marghem.
Marie-Christine E.F. Marghem, née le 22 mai 1963 à Tournai est une femme politique belge wallonne, membre du MR, et présidente du MCC. Députée fédérale belge depuis 2003, elle est ministre fédérale de l'Énergie, de l'Environnement et du Développement durable de 2014 à 2020. Elle est également présidente de la commission des Finances et du Budget de la Chambre des représentants de 2019 à 2024. Devenue députée wallonne lors des élections régionales de juin 2024, elle quitte ses fonctions lors de l’installation du nouveau collège communal à la suite des élections communales d'octobre de la même année, devenant bourgmestre de Tournai.

## Biographie
Licenciée en droit de l'Université de Liège et avocate, elle commence sa carrière politique en se présentant sur les listes du Parti social-chrétien (PSC) aux élections communales de 1994, à Tournai. Elle est élue et devient conseillère communale, puis quitte le PSC quand Gérard Deprez fonde le Mouvement des citoyens pour le changement. En octobre 2006, lors des élections communales, elle réalisa un score personnel de 4840 voix réalisant le plus haut score de l'entité. En octobre 2012, aux élections communales, Marie-Christine Marghem est élue et devient 1re échevine dans le cadre d'un accord de majorité avec le PS.
Aux élections fédérales du 25 mai 2014, elle se présente dans le Hainaut et est élue avec plus de 21 000 voix de préférence. Le 11 octobre 2014, elle prête serment devant le Roi Philippe comme Ministre de l'Énergie, de l'Environnement et du Développement durable dans le Gouvernement Michel. Elle est également ministre responsable de l'Institut fédéral pour le développement durable.
Elle devient présidente du Mouvement des citoyens pour le changement le 13 mai 2020 à la suite de Gérard Deprez.
En janvier 2024, elle est annoncée tête de liste en Wallonie picarde dans le Hainaut pour les élections régionales 2024, circonscription dans laquelle elle arrive en tête du scrutin et est élue députée wallonne.
Le 3 juillet 2024, le président du MR Georges-Louis Bouchez la désigne sénatrice belge.
Alors arrivée troisième en termes de voix de préférence lors des élections communales de Tournai le 13 octobre 2024, et la liste du MR en deuxième position, elle devient bourgmestre de la commune à la faveur d'un accord de coalition entre le MR, Les Engagés et Ecolo, mettant fin à un demi-siècle de gouvernance locale dominée par le Parti socialiste. Elle indique quitter ses fonctions de députée wallonne, ce qui lui donne droit à une « indemnité de sortie » du Parlement régional d'un montant de 200 000 €.

## Fonctions politiques
- Échevine des Finances de Tournai de 2000 à 2006.
- Conseillère communale de Tournai et chef de file MR.
- Députée fédérale de 2003 à 2024.
- 1re Échevine, chargée de l'Aménagement du Territoire et de l'Urbanisme ainsi que du dossier de la Cathédrale (empêchée depuis le 11 octobre 2014).
- Ministre de l'Énergie, de l'Environnement et du Développement entre le 11 octobre 2014 et le 1er octobre 2020 dans les gouvernements Michel I et II et Wilmès I et II.
- Députée wallonne de juin à décembre 2024.
- Sénatrice de juillet à décembre 2024[10].
- Bourgmestre de Tournai depuis 2024.

## Distinction
- Commandeur de l'ordre de Léopold (2019)[11]